# StalDMZ Dniepr
StalDMZ Dniepr (ukr. ФК «СтальДМЗ» (Дніпро) – ukraiński klub piłkarski z siedzibą w mieście Dniepr, w południowo-wschodniej części kraju, grający w 1967 w Klasie B, 2 strefie ukraińskiej Mistrzostw ZSRR.

## Historia
Chronologia nazw:
- 1962: Stal (z-d im. Pietrowskiego) Dniepropetrowsk (ukr. «Сталь» (з-д ім. Г.І.Петровського) Дніпропетровськ, ros. «Сталь» (з-д им. Г.И.Петровского) Днепропетровск)
- 2015: StalDMZ Dniepropetrowsk (ukr. «СтальДМЗ» Дніпропетровськ)
- 03.06.2016: StalDMZ Dniepr (ukr. «СтальДМЗ» Дніпро)

Piłkarska drużyna Stal została założona w Dniepropetrowsku w 1962 roku i reprezentowała miejscowy Zakład im. Pietrowskiego (obecnie DMZ - Dnieprowski Metalurgiczny Zakład, ukr. Дніпровський металургійний завод). Do 1961 zakład reprezentowała drużyna Metałurh, która pod koniec 1961 roku została przekazana do objętego wówczas ścisłą tajemnicą Południowych Zakładów Budowy Maszyn i otrzymała nazwę "Dnipro". 
Zespół Stal występował w rozgrywkach lokalnych obwodu dniepropietrowskiego. W 1967 debiutował w Klasie B, 2 strefie ukraińskiej Mistrzostw ZSRR, zajmując końcową 14.lokatę. Potem jako zespół amatorski występował w rozgrywkach mistrzostw i Pucharu obwodu dniepropietrowskiego. W 1980 zajął trzecie miejsce w mistrzostwach obwodu. 
W 2015 klub został przemianowany na StalDMZ. W 2019 zespół zdobył Puchar im. Romana Sznejdermana. 

## Barwy klubowe, strój
|  |  |

Klub ma barwy czarno-żółte. Zawodnicy domowe spotkania zazwyczaj grają w czarnych koszulkach z żółtymi rękawami, czarnych spodenkach oraz czarnych getrach.

## Sukcesy

### Trofea międzynarodowe
Nie uczestniczył w rozgrywkach europejskich (stan na 31-05-2024).

### Trofea krajowe
| \| \| Zdobyte trofea w rozgrywkach Związku Radzieckiego (stan na: 31-12-1992) \| |                                                                         |      |          |
| Rozgrywki                                                                        | Osiągnięcie                                                             | Razy | Sezon(y) |
| Mistrzostwo                                                                      | I miejsce                                                               | 0    |          |
| Mistrzostwo                                                                      | II miejsce                                                              | 0    |          |
| Mistrzostwo                                                                      | III miejsce                                                             | 0    |          |
| Puchar                                                                           | zdobywca                                                                | 0    |          |
| Puchar                                                                           | finalista                                                               | 0    |          |
| II liga                                                                          | I miejsce                                                               | 0    |          |
| II liga                                                                          | II miejsce                                                              | 0    |          |
| II liga                                                                          | III miejsce                                                             | 0    |          |
|                                                                                  | Zdobyte trofea w rozgrywkach Związku Radzieckiego (stan na: 31-12-1992) |      |          |

- Klass B (D3):
  - 14.miejsce (1x): 1967 (2 zona Ukraińskiej SRR)

## Poszczególne sezony

### Rozgrywki międzynarodowe

#### Europejskie puchary
Klub nie uczestniczył w rozgrywkach europejskich.

### Rozgrywki krajowe
| \| \| Bilans występów klubu w rozgrywkach piłkarskich Związku Radzieckiego (Stan na 31 grudnia 1992 r.) \| |                                                                                                   |        |       |    |    |    |    |    |     |      |        |        |      |
| Poziom | Rozgrywki                                                                                         | Sezony | Mecze | Z  | R  | P  | B+ | B– | Pkt | Lata | Awanse | Spadki | Naj. |
| I | Wysszaja liga / Klass A (wysszaja gruppa) / Klass A (1 gruppa) / Klass A / Gruppa 1 / Gruppa A    | 0      |       |    |    |    |    |    |     |      | 0      | 0      |      |
| II | Pierwaja liga / Klass A (1 gruppa) / Klass A (2 gruppa) / Klass B / Gruppa 2 / Gruppa B           | 0      |       |    |    |    |    |    |     |      |        |        |      |
| III | Wtoraja liga / Klass A (2 gruppa) / Klass B / Gruppa 3 / Gruppa W                                 | 1      | 40    | 13 | 12 | 15 | 39 | 37 | 38  | 1967 | 0      | 0      | 14   |
| IV | Wtoraja nizszaja liga / Klass B / Gruppa G                                                        | 0      |       |    |    |    |    |    |     |      | 0      | 0      |      |
| V | Gruppa D                                                                                          | 0      |       |    |    |    |    |    |     |      |        |        |      |
| | Puchar ZSRR                                                                                       | 0      |       |    |    |    |    |    |     |      | 0      | 0      |      |
| | Bilans występów klubu w rozgrywkach piłkarskich Związku Radzieckiego (Stan na 31 grudnia 1992 r.) |        |       |    |    |    |    |    |     |      |        |        |      |

## Struktura klubu

### Stadion
Drużyna rozgrywa swoje mecze domowe na stadionie Metałurh w Dniepre o pojemności 10.000 widzów.

## Kibice i rywalizacja z innymi klubami

### Derby
- FK Dnipro
- Stal Dniepropetrowsk (z-d im. Lenina)